# Torneo de Reserva 1996-97
El Torneo de Reserva 1996-97 fue la quincuagésimo sexta edición del certamen organizado por la Asociación del Fútbol Argentino.
Participaron un total de 18 equipos, todos participantes de la Primera División 1996-97.
El certamen consagró campeón por décima vez en su historia a San Lorenzo de Almagro, tras igualar 2 a 2 con River Plate.

## Equipos
De los 20 equipos, participaron 18 en esta edición ya que Huracán Corrientes y Gimnasia y Esgrima de Jujuy desistieron:
| Equipo                      | Ciudad        |
| --------------------------- | ------------- |
| Banfield                    | Banfield      |
| Boca Juniors                | Buenos Aires  |
| Colón                       | Santa Fe      |
| Español                     | Buenos Aires  |
| Estudiantes de La Plata     | La Plata      |
| Ferro Carril Oeste          | Buenos Aires  |
| Gimnasia y Esgrima La Plata | La Plata      |
| Huracán                     | Buenos Aires  |
| Independiente               | Avellaneda    |
| Lanús                       | Lanús         |
| Newell's Old Boys           | Rosario       |
| Platense                    | Vicente López |
| Racing                      | Avellaneda    |
| River Plate                 | Buenos Aires  |
| Rosario Central             | Rosario       |
| San Lorenzo de Almagro      | Buenos Aires  |
| Unión                       | Santa Fe      |
| Vélez Sarsfield             | Buenos Aires  |

### Distribución geográfica de los equipos
| Región                 | Cant. | Equipos                                                                                                   |
| ---------------------- | ----- | --- |
| Ciudad de Buenos Aires | 7     | Boca Juniors, Español, Ferro Carril Oeste, Huracán, River Plate, San Lorenzo de Almagro y Vélez Sarsfield |
| Conurbano bonaerense   | 5     | Banfield, Independiente, Lanús, Platense y Racing                                                         |
| Provincia de Santa Fe  | 4     | Colón, Newell's Old Boys, Rosario Central y Unión                                                         |
| Ciudad de La Plata     | 2     | Estudiantes de La Plata y Gimnasia y Esgrima La Plata                                                     |

## Sistema de disputa
Se llevó a cabo en dos ruedas, por el sistema de todos contra todos, invirtiendo la localía. La tabla final de posiciones del torneo se estableció por acumulación de puntos. El ganador se consagró campeón.

## Tabla de posiciones
| Pos. | Equipo                      | Pts. | J  | DG  | GF |
| ---- | --------------------------- | ---- | -- | --- | -- |
| 1.°  | San Lorenzo de Almagro      | 75   | 34 | 33  | 65 |
| 2.°  | River Plate                 | 69   | 33 | 44  | 84 |
| 3.°  | Newell's Old Boys           | 53   | 33 | 11  | 52 |
| 4.°  | Rosario Central             | 51   | 30 | 20  | 53 |
| 5.°  | Gimnasia y Esgrima La Plata | 48   | 31 | 8   | 51 |
| 6.°  | Lanús                       | 46   | 30 | 10  | 41 |
| 7.°  | Boca Juniors                | 42   | 32 | 4   | 50 |
| 8.°  | Colón                       | 42   | 33 | -9  | 45 |
| 9.°  | Vélez Sarsfield             | 38   | 31 | -6  | 40 |
| 10.° | Independiente               | 38   | 32 | -16 | 47 |
| 11.° | Huracán                     | 37   | 32 | -4  | 42 |
| 12.° | Ferro Carril Oeste          | 36   | 28 | -2  | 28 |
| 13.° | Racing                      | 34   | 29 | 0   | 46 |
| 14.° | Estudiantes de La Plata     | 34   | 29 | -9  | 39 |
| 15.° | Dep. Español                | 33   | 31 | -19 | 38 |
| 16.° | Platense                    | 30   | 29 | -21 | 31 |
| 17.° | Unión                       | 26   | 29 | -20 | 35 |
| 18.° | Banfield                    | 23   | 30 | -28 | 29 |

|  | Campeón. |

|                                            |
|                                            |
| Campeón San Lorenzo de Almagro 10.º título |